# Виньлонг
Виньло́нг (вьет. Vĩnh Long) — город и административный центр одноимённой провинции Вьетнама.

## География
Расположен в центральной части дельты Меконга, между реками Хау и Тьен, в 135 км к юго-западу от Хошимина и в 1854 км от Ханоя.

## Население
По переписи 2009 г. население города составляло 103 067 жителей.

## Экономика
В городе и его окрестностях развито производство риса, выращивание фруктов, разведение аквапродуктов, в стадии развития туризм, сфера услуг и перерабатывающая промышленность. Имеется большой плавучий рынок.